# フロンテナック砦の戦い
フロンテナック砦の戦い（フロンテナックとりでのたたかい、英：Battle of Fort Frontenac, 仏：Bataille de Fort Frontenac）は、フレンチ・インディアン戦争中の、1758年8月26日から同年8月28日にかけ、フランスとイギリスの間で行われた戦闘である。この戦闘の舞台となったフロントテック砦は、フランスの砦であり、毛皮交易の交易所でもあった。オンタリオ湖とセントローレンス川の接点に位置しており、イギリス軍の中佐ジョン・ブラッドストリートに攻略された。交易所の中には、80万リーブルの価値のある物資が残されていた。

## 概要

### イギリスの作戦
1758年のイギリス軍の軍事作戦には、3つの主な目的があった。うち1つの目的である、ルイブール砦の攻略は成功していた。デュケーヌ砦は、11月末に、イギリス軍が結果として占領することができた。もう1つは、7月8日に行われたカリヨンの戦いであったが、この戦いでは、将軍ジェームズ・アバークロンビー指揮下の1万6千の兵を含む遠征隊が、カリヨン砦（現在のタイコンデロガ砦）の攻略を目論んだものの、人数ではるかに劣るフランス軍に完敗した。この敗北を受けて、アバークロンビーの「手下」たちは、責任逃れの道を模索した。

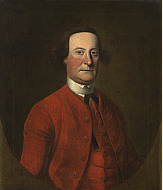
ジョン・ブラッドストリート

イギリス軍中佐ジョン・ブラッドストリートは、フロンテナック砦の攻略を早めに行うよう何度も要請した。この砦は、フランスの交易所であり、オンタリオ湖の北岸にあって、湖水がセントローレンス川に注ぎ込む場所にあった。アバークロンビーは真っ先にその提案に反対した、カリヨンの攻撃に戦力が必要だからというのがその理由であったが、ブラッドストリートの、モホーク川を上ってオスウィーゴ砦に行き、しかる後にオンタリオ湖を渡って、フロンテナック砦を襲撃する方法には賛成した。
ブラッドストリートは、スケネクタディで兵を集め、わずか135人の正規兵と、ニューヨーク、マサチューセッツ湾、ニュージャージー、ロードアイランドの各植民地の3,500人の民兵とで軍を構成した。8月21日にオスウィーゴの砦跡に着くまでに、600人の兵が脱走した。この道は、フランス軍やインディアン同盟軍の襲撃を受ける可能性は低かったが、2年間ほど実質的に使われていない道で、樹木が生い茂り、水路は一部が沈泥でふさがっていて、荷物を積んだバトーが、川底が浅いため地面に乗り上げてしまった。ブラッドフォードのバトーによる小艦隊は、オンタリオ湖を横切り、敵の攻撃を受けることなく、フロンテナック砦から1マイル（1.6キロ）の地点で上陸した。
フロンテナック砦は、インディアンや、フランスの毛皮交易者には重要な交易所だった。ここを通しての交易はかなり繁盛していて、一部のインディアンたちは、オールバニーの、廉価でイギリスの商品が多数手に入る交易所よりも、フランス人との交易の方を好んでいた。この、崩れかけた石灰岩の砦には、最低限の人数の駐屯部隊しかいなかった。100人のフランス人正規兵に、民兵とインディアンが何人かで、指揮を執っているのは、ジョージ王戦争を経験した、老練なピエール＝ジャック・パイアン・ド・ノイアン・エ・ド・シャヴォイだった。砦は本来、もっと多くの人数で守られるものだが、最低限の人数しか置かないと言うことは、ヌーベルフランスの防御に人員が割かれるため、カナダの他の場所を守る人数が、有無を言わさずに削減されているということだった。ノイアンは、インディアンの斥候が、イギリス兵を何人か捕虜にしたことで、ブラッドストリートの遠征隊が近づいていることを知り、神経をとがらせた。また、モントリオールの当局も、補強部隊の編成を行っていたが、イギリス軍の到着には間に合いそうにもなかった。

### 戦闘

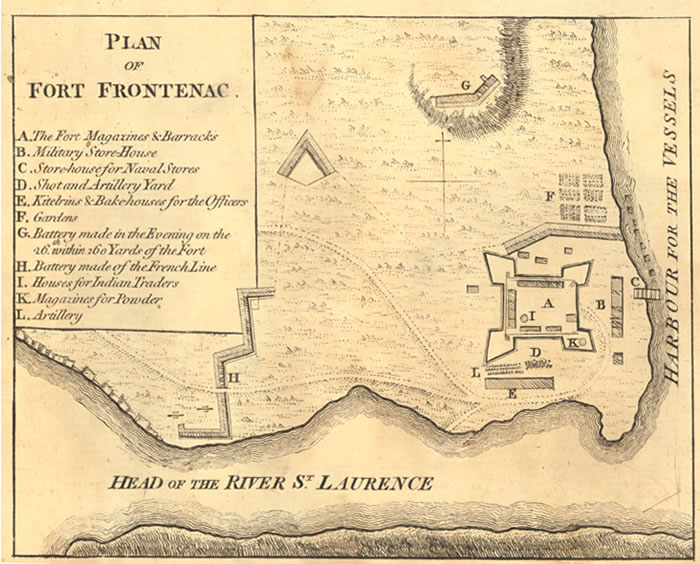
1763年当時、イギリスによるフロンテナック砦の計画図

上陸後、夜になってからブラッドストリートの兵は大砲を据え、老朽化した砦の周りに塹壕を掘りはじめた。また、砦の前に停泊している船2隻にも乗り込もうとしたが、これは失敗した。8月26日の朝、イギリス軍の砲撃が始まり、フランスの駐屯部隊は大砲と銃剣とで応戦したが、イギリスに対してあまり効果的ではなかった。27日も砦の駐屯部隊と、砦の約北西200ヤード（約183メートル）のところに据え付けたイギリスの大砲との交戦は続いた。28日の朝、2隻のフランス船が、戦火を避けて砦から離れようとしたが、絶え間ないイギリス軍の砲撃を受けて座礁した。ノイアンは、短い作戦会議を開いたのち、白旗を掲げた。

### 砦の破壊とノイアンのその後

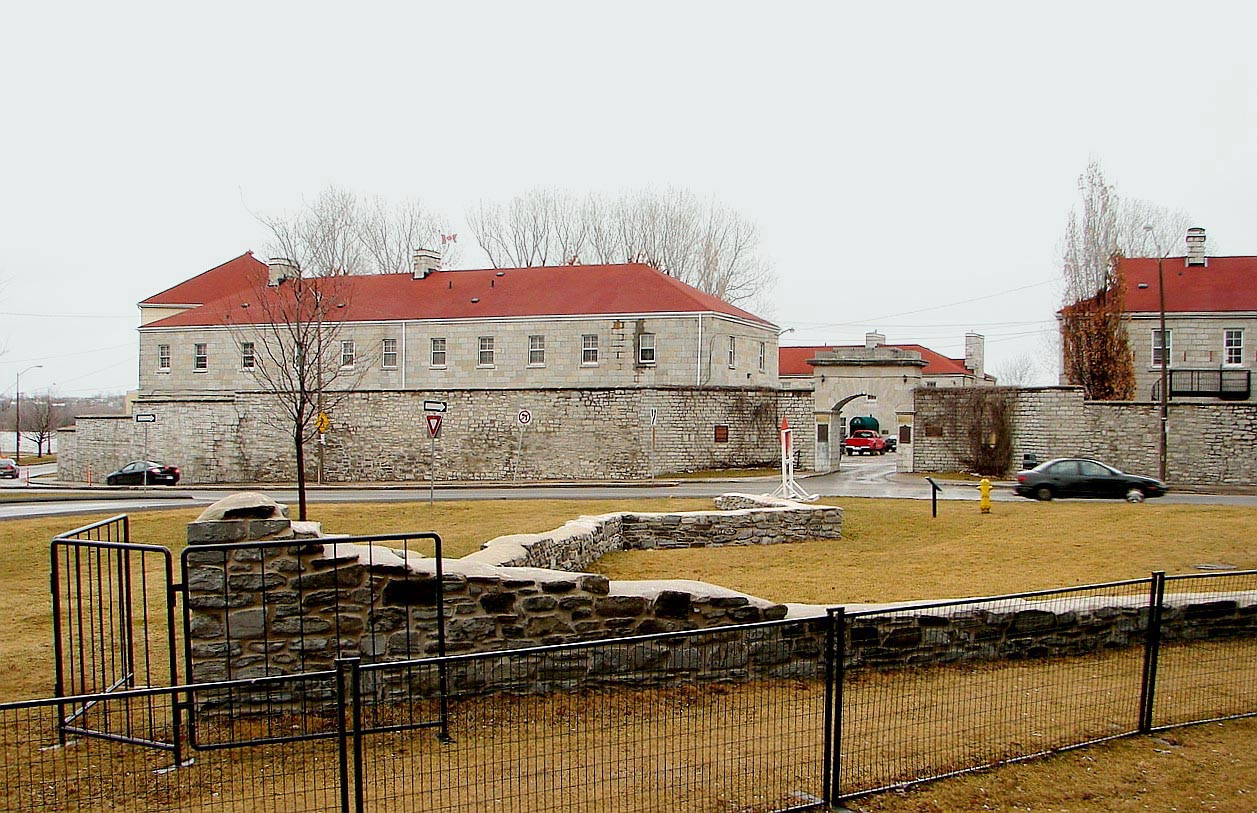
2010年現在のフロンテナック砦

フロンテナック砦を攻略したイギリス軍は、オハイオ領土に向けて送られる予定だった、かなりの量の支援物資を自分たちのものにできた。60台以上の大砲（フランス軍が、かつてオスウィーゴ砦で奪ったものも含む）と、何樽もの食糧もあった。ニューイングランドの民兵たちにとって、一番の褒賞は、セントローレンス川経由で、モントリオールに出荷されるはずだった梱包済みの毛皮だった。イギリス軍が手に入れたすべての品々は、ざっと見積もって80万リーブルの価値があった。ブラッドストリートが、砦を残すのではなく破壊するように命じたため、食糧の多くは、オスウェーゴに戻る前に燃やし、他の戦利品を運ぶために、砦にあった船を使った。ブラッドストリートは、ノイアンに、捕虜にしたフランス兵と同数のイギリス人捕虜を返すように約束させたあと、その捕虜たちを解放した。そしてフランス軍はモントリオールへと戻った。
ヌーベルフランスの総督であるピエール・フランソワ・ド・リゴー・ヴォードルイユ・キャヴァニャルは、フランスの敗北にすべての責任を負い、イギリス軍が「フランスの船が停泊していたため、敢えてオンタリオ湖に出帆しなかったのだろう」と信じていたことを打ち明けた。しかしヴォードルイユが行ったのは、ノイアンを退役に追い込むことだった。ノイアンは、フランスに戻ってしばらくは、横領の罪でバスティーユ牢獄で過ごし、最終的に6リーブルの罰金を科せられた。